# Titularbistum Pityus
Pityus (ital.: Pitionte) ist ein Titularbistum der römisch-katholischen Kirche. 
Es geht zurück auf einen früheren Bischofssitz in der gleichnamigen antiken Stadt (heute  Pizunda in Abchasien) in der römischen Provinz Cappadocia bzw. in der Spätantike Pontus Polemoniacus an der Schwarzmeerküste. Es gehörte der Kirchenprovinz Neocaesarea in Ponto an.
| Titularbischöfe von Pityus |                              |                                                                                |                 |               |
| Nr.                        | Name                         | Amt                                                                            | von             | bis           |
| 1                          | Pedro Muñagorri y Obineta OP | Apostolischer Vikar von Zentral-Tonking (Französisch-Indochina, heute Vietnam) | 14. August 1907 | 17. Juni 1936 |